# Các đàn tế cổ tại Huế
Các đàn tế trong quần thể di tích Cố đô Huế bao gồm:
- Đàn Nam Giao
- Đàn Sơn Xuyên
- Đàn Xã Tắc
- Đàn Tiên Nông
- Đàn Âm Hồn

Trong các đàn trên chỉ có Đàn Nam Giao là còn nguyên trạng, đàn Xã Tắc đã được phục dựng tầng trên, đàn Âm Hồn đã được phục dựng các hạng mục chính. Tuy nhiên đàn Sơn Xuyên và đàn Tiên Nộng hiện nay nằm trong tình trạng hoang phế, chỉ còn nhắc đến trong thư tịch cổ.

## Đàn Nam Giao
Đàn Nam Giao được xây dựng vào năm 1803, đặt tại làng An Ninh, thời vua Gia Long. Năm 1806, đàn được dời về phía nam của kinh thành Huế, trên một quả đồi lớn thuộc làng Dương Xuân, nay thuộc địa phận phường Trường An, thành phố Huế.

## Đàn Xã Tắc
Vào năm Gia Long thứ 5 (tức năm 1806) đàn Xã Tắc đã được dựng lên bên trong kinh thành Huế (trước đây thuộc xã Hữu Niên, sau là phường Ngưng Tích), thuộc địa phận phường Thuận Hòa (thành phố Huế ngày nay) để tiến hành các nghi lễ cầu thần đất và lúa giúp mùa màng tốt tươi, quốc thái dân an. Trải qua thời gian và những biến động của lịch sử và không được quan tâm bảo quản đúng mức, đàn tế Xã Tắc ngày nay hầu như đã bị hủy hoại hoàn toàn.

## Đàn Sơn Xuyên
Đàn được xây dựng vào năm 1852, thời vua Tự Đức. Đây là nơi cúng tế toàn bộ thần núi, thần sông của đất Thừa Thiên xưa. Việc xây dựng đàn được triều Nguyễn giao Bộ Công trực tiếp phụ trách. Điều quan trọng là di tích này được dựng theo khuôn mẫu của đàn Xã Tắc.
Đàn Sơn Xuyên hiện nay nằm trong khuôn viên Trường tiểu học Phường Đúc (245 Bùi Thị Xuân, thành phố Huế).
Theo Quốc Sử Quán, kiến trúc của Đàn Sơn Xuyên rất giống với đàn Nam Giao và đàn Xã Tắc vì đàn Sơn Xuyên hiện nay vẫn còn giữ những cấu trúc cơ bản, nhất là tầng trên. Cả hai tầng của đàn Sơn Xuyên vốn đều được xây bó quanh bằng gạch vồ và đá núi, giữa đổ đất nện chặt. Tầng trên cao hơn 1 m, mỗi cạnh rộng khoảng 22 m; tầng dưới cao gần 0,5 m, mỗi cạnh dài khoảng 45 m. Kích thước tuy nhỏ hơn nhưng về tỉ lệ giữa các tầng đàn thì khá giống đàn Xã Tắc.
Đàn hiện nay đang bị hủy hoại, nó chỉ còn lại một phần nhờ vào sự bảo vệ tự phát của thầy cô trường tiểu học Phường Đúc.
Như vậy, đàn Sơn Xuyên sẽ là khuôn mẫu rất tốt để nghiên cứu phục hồi đàn Xã Tắc. Ngoài ra, còn có thể tham khảo thêm hình ảnh tư liệu về đàn Tiên Nông, một đàn tế do triều Nguyễn xây dựng bên cạnh Tịch Điền (cũng nằm trong kinh thành) cũng với mục đích cầu khấn cho nông nghiệp phát triển. Đàn tế này tuy cũng không còn nhưng hình ảnh về nó khi còn nguyên vẹn vẫn được lưu trong Tập San Hội Người Yêu Huế Cổ, số 4 năm 1919.

## Đàn Tiên Nông
Triều Nguyễn rất xem trọng việc phát triển nông nghiệp. Đàn Tiên Nông là nơi diễn ra nghi lễ chính trong Lễ Tịch điền là lễ nhà vua đích thân cày ruộng. Đàn Tiên Nông là một đàn tế ở kinh thành Huế chỉ còn lại hình ảnh trong thư tịch cổ.
Ruộng Tịch Điền dưới thời vua Gia Long được đặt ở hai phường Hòa Thái, Ngưỡng Trị trong Kinh thành, đến năm 1828 nhận thấy nơi đây là chổ đất thấp trũng, vua Minh Mạng ra lệnh chuyển về hai phường An Trạch và Hậu Sinh. 

Theo sách Đại Nam Thực Lục Chính Biên, đệ nhị kỷ, để tôn vinh ngành nông nghiệp, vào tháng 2 năm Mậu Tý (1828), vua Minh Mạng hành lời Dụ về việc xây dựng đàn Tiên Nông để làm lễ Tịch Điền ở giữa hai phường Hậu Sinh và An Trạch, nay là phường Tây Lộc ở phía Tây Bắc trong kinh thành Huế: 
“Vua bảo bầy tôi rằng: “Đời xưa vua cày ruộng tịch điền, để lấy gạo làm xôi tế Giao Miếu, nhân thể để xét thời tiết làm ruộng khuyên giúp nông dân, thực là việc lớn trong vương chính. Cái điển ba đường cày, sách vở còn chứng. Nước ta đời Trần đời Lê gián hoặc có làm nghi điển ấy, nhưng phần nhiều giản lược. Trẫm từ thân chính đến nay, chăm nghĩ đến dân, thường lấy việc dạy dân chăm nghề gốc làm gấp. Hiện nay triều đình nhàn rỗi, giảng tìm phép xưa, thực là việc nên làm trước. Nên chọn đất ở Kinh thành làm chỗ tịch điền” bèn sai đặt ở hai phường Hậu Sinh và An Trạch, bên tả dựng đài Quan Canh, đằng trước làm ruộng đế tịch, đằng sau làm điện thay áo, bên hữu đặt dàn Tiên Nông và đình Thần Thương thu thóc. Sai Trung Quân Tống Phước Lương coi làm. Thưởng tiền cho thợ và biền binh làm việc 5.000 quan. Lại đặt sở Diễn Canh (tập cày) ở phía Bắc cung Khánh Ninh, gọi là vườn Vĩnh Trạch. Sai bộ Lễ bàn định điển lệ. Hàng năm cứ tháng trọng Hạ (tháng 5) chọn ngày tốt làm lễ.”
Đàn hình vuông, một tầng, quay về hướng nam, nền cao lát gạch, có làm sẵn các lỗ để cắm tàn lọng và cờ, xung quanh xây lan can bằng gạch, bốn mặt xây 9 bậc cấp đi lên xuống. Trên đàn có một ngôi nhà nhỏ để vua ngồi xem cày ruộng. Ngay phía trước đàn là khoảng ruộng để vua đích thân cày trong lễ Tịch điền.
Sách Khâm định Đại nam Hội điển sự lệ ghi lại triều Nguyễn quy định vào hạ tuần tháng 4 hàng năm, Khâm Thiên Giám sẽ chọn ngày tốt cày ruộng Tịch điền. Trước khi tiến hành, Bộ Lễ sẽ tâu lên vua tế đàn Tiên Nông. Vào đầu giờ Tý, ty bộ Lễ sẽ đến bày trí bài vị và lễ vật gồm trâu, dê, lợn, xôi và 5 mâm quả. Đầu giờ canh 5 ngày lễ Tịch điền, quan Phủ doãn Thừa Thiên mặc lễ triều phục đến đàn Tiên Nông thực hiện lễ tế, sau đó đến lễ Tịch điền của nhà vua.

## Đàn Âm Hồn
Theo sách Đại Nam thực lục, ngày 23/5/1885, Kinh thành Huế thất thủ trước sự tấn công của quân Pháp, hàng nghìn quan quân và dân chúng chết trong cảnh binh đao hỗn loạn. Năm 1894, vua Thành Thái cho xây Đàn Âm Hồn và hàng năm vào ngày 23/5 Âm lịch, triều Nguyễn đều cử hành lễ tế.
Đàn được xây dựng tại địa điểm diễn ra trận tập kích với quy mô lớn do quan đại thần Tôn Thất Thuyết và em trai ông trực tiếp chỉ huy nhằm tiêu diệt đội quân hùng hậu của Pháp mới tăng cường. Theo sử sách, cuộc tập kích đã thất bại. Tại nơi xảy ra trận chiến, toàn bộ số binh sĩ triều đình tử trận, một phần bị quân Pháp vứt xuống sông, một số bị đem thiêu, làm cho cả kinh thành sống trong mùi xú uế hàng tháng trời. Trong khoảng thời gian sau đó, dân cư sống gần khu vực này không được yên ổn, liên tục xảy ra hỏa hoạn, bất an. Trong dân chúng bắt đầu xuất hiện tin đồn rằng vong hồn những người chết trận đã gây nên hỏa hoạn do không được thờ cúng. Để trấn an người dân, vào năm 1895, triều đình Huế đã cho lập đàn thờ các binh sĩ tử trận, gọi là đàn Âm hồn.
Đàn này lúc đầu được đắp bằng đất, sau được xây cất tử tế, trở thành ngôi đền trong đó có đặt bài vị ghi danh các chiến sĩ đã hy sinh trong ngày kinh đô thất thủ. Sau này, triều đình cho làm thêm một ngôi nhà ba gian để giữ đồ thờ cúng gọi là tự khí và các tài liệu liên quan, đồng thời cắt một đội quân nhỏ để coi sóc chung cho cả đàn.
Lễ tế Đàn Âm hồn lúc bấy giờ được xem như quốc lễ, quan Đề đốc kinh thành làm chủ tế. Nghi thức này kéo dài cho đến năm 1945. Sau năm 1945, do sự tan rã của nhà Nguyễn, đàn Âm hồn không còn được bảo vệ như xưa. Các công trình của đàn tế dần dần đổ nát do chiến tranh cũng như sự xâm hại của con người. Dù vậy, việc tế Đàn Âm hồn vẫn được người dân trong khu vực duy trì cho đến nay qua việc hình thành Phổ Phước Lợi (ban cúng tế) với sự tham gia của khoảng 100 hộ gia đình.
Đàn Âm Hồn hiện nay tọa lạc tại số 73, đường Ông Ích Khiêm, phường Thuận Hòa, thành phố Huế. 
Di tích đàn Âm Hồn đã bị xấm lấn và chiếm dụng vào mục đích khác trong nhiều thập niên qua. Di tích này đã được UBND tỉnh Thừa Thiên Huế công nhận là di tích cấp tỉnh vào ngày 15/12/2013. Đến thời điểm tháng 05/2017, toàn bộ diện tích của di tích này đã được thu hồi.
Tháng 5/2018 lần đầu tiên lễ tế Âm hồn được diễn ra đúng với nghi lễ của triều đình trên mảnh đất di tích lịch sử này.